# Clark Middleton
Pour les articles homonymes, voir Middleton.
Clark Middleton, né le 13 avril 1957 à Bristol (Tennessee) et mort le 4 octobre 2020 à Los Angeles (Californie), est un acteur américain. 

## Biographie
Clark Tinsley Middleton se distingue par son physique particulier, souffrant d'une arthrite chronique juvénile depuis ses 4 ans. Il se bat notamment pour le droit des patients et pour l'accès à des soins de santé abordables pour les personnes atteintes de maladies chroniques. 
Il est notamment connu grâce aux rôles d'Edward Markham dans Fringe et de Glen Carter dans Blacklist. 
Le 4 octobre 2020, il meurt du virus du Nil occidental,,, la série Blacklist lui rend hommage dans l'épisode 6 de la saison 8.

## Filmographie

### Cinéma
- 1990 : Bail Jumper de Christian Faber : Dickey
- 1993 : The Contenders de Tobias Meinecke : John
- 2000 : The Opponent d'Eugene Jarecki : Max Weller
- 2000 : Little Pieces de Montel Williams : Bellhop
- 2001 : Un amour à New York (Serendipity) de Peter Chelsom : le chauffeur de taxi
- 2004 : Kill Bill : Volume 2 de Quentin Tarantino : Ernie
- 2005 : Sin City de Frank Miller et Robert Rodriguez : Schutz
- 2006 : Live Free or Die de Gregg Kavet et Andy Robin : Larry
- 2007 : Day Zero de Bryan Gunnar Cole : le gérant du magasin porno
- 2007 : Noise d'Henry Bean : un conseiller des élections
- 2007 : The Attic de Mary Lambert : Dr Cofi
- 2007 : The Warrior Class d'Alan Hruska : Carl Raffon
- 2008 : Last Call de Steven Tanenbaum : Tim
- 2009 : Hôtel Woodstock (Taking Woodstock) de Ang Lee : Frank
- 2009 : The Good Heart de Dagur Kari : Dimitri
- 2010 : Dark Side de Jonathan Mossek : Seth
- 2013 : Hide Your Smiling Faces de Daniel Patrick Carbone : le religieux
- 2013 : Aftermath de Thomas Farone : Clark
- 2013 : Snowpiercer, le Transperceneige (설국열차) de Bong Joon-ho : le peintre
- 2014 : Birdman d'Alejandro González Iñárritu : Sydney

### Courts-métrages
- 2010 : The Story Beyond the Still, Chapter 4: Allison de Jeff Turick : le ramasseur d'épaves
- 2012 : My Pain Is Worse Than Your Pain d'Adam Hall : Gary
- 2017 : Wandering Bark de William Donovan : John Gershom Sr.

### Séries télévisées
- 1997 - 2000 : New York, police judiciaire (saison 7, épisode 22 ; saison 8, épisode 2 ; saison 9, épisode 5 ; saison 10, épisode 10) : Ellis
- 2005 - 2006 : Les Experts (saison 5, épisode 24 ; saison 7, épisode 9) : l'avocat / Freddie Sloan
- 2005 : Jonny Zéro (saison 1, épisode 8) : Wally
- 2007 : New York, unité spéciale (saison 8, épisode 21) : le propriétaire
- 2009 - 2012 : Fringe (saison 1, épisode 14 ; saison 2, épisode 14 ; saison 3, épisode 6 ; saison 4, épisode 16 ; saison 5, épisode 1) : Edward Markham
- 2014 : Louie (saison 4, épisode 4) : Tony
- 2014 : Gotham (saison 1, épisode 3) : Jimmy
- 2014 - 2020: Blacklist (saisons 2 à 7) : Glen Carter
- 2015 : South of Hell (saison 1, épisodes 1, 4 et 8) : Corky
- 2016 - 2017 : The Path (saisons 1 et 2) : Richard
- 2017 : Twin Peaks (saison 3) : Charlie